# أريدا (واكاياما)
مدينة أريدا (بالإنجليزية: Arida) هي أحد المدن التابعة لمحافظة واكاياما. تأسست رسميًا في 01/05/1956. ويقدر عدد سكانها بـ 31194 نسمة حسب تقدير مكتب الإحصاء الياباني لعام 2012. تبلغ مساحة أريدا 36.92 كم2. بكثافة سكانية تبلغ 845 نسمة/كم2.

## أعلام
- ميكي ايمورا